# Kazimierz Kordylewski
Kazimierz Kordylewski (11 d'octubre de 1903, Poznań, Polònia - 11 de març de 1981, Cracòvia, Polònia) fou un astrònom polonès, conegut per haver descobert els núvols de Kordylewski –anomenats així en honor seu– el 1956. Es tracta d'unes concentracions de pols còsmica als punts lagrangians del sistema Terra-Lluna de les quals se'n confirmà l'existència finalment el 2018.
Kordylewski estudià a la Universitat de Poznań i a la Universitat Jagellònica i obtingué un doctorat el 1932.